# 佐野量子 レタスのくしゃみ
佐野量子 レタスのくしゃみ（さのりょうこ レタスのくしゃみ）は、1987年10月から1991年9月まで放送されていたラジオ番組。
通称「レタくしゃ」。

## 概要
番組制作会社・バーディ企画の制作による、地方局のみネットのキー局を持たない番版番組。佐野量子にとって初めてのラジオレギュラー番組であり、「レタスのくしゃみ」というタイトルは、当時の佐野本人のイメージから名付けられた。
パーソナリティの佐野量子の出身地である静岡県の静岡放送と富山県の北日本放送の2局ネットから放送がスタートし、その後ネット局数は最高で1990年4月期の15局まで増えた。それでも関東広域圏、中京広域圏、近畿広域圏、福岡県などの50kw・100kwの大出力局では放送されておらず、リスナー有志による「『レタスのくしゃみ』全国ネット化させよう会」で署名運動も行われていたが、50kw以上の大出力局では北海道の2局（HBC、STV）で放送されたことがあった以外は本番組は最後まで放送されたことが無かった。
放送形態は大きく言えば、月 - 金の10分または15分の帯番組か、週1回30分ほどの番組に二分されていた。中には週1回10分か15分の短縮バージョンも存在した。帯番組の場合は日替わりで1日1コーナーずつ、週1回の場合はコーナーが帯番組における月曜コーナーから順に並んでいるという形態だった。本番組のリスナー層は男性中心で、主な年齢層は18 - 22歳ほど、その中で常連リスナーが30 - 40ほどいたとのこと。また佐野が当時『コサキン無理矢理100%（TBSラジオ）に月1回レギュラー出演していたり、『コサキン増刊号』（TBS）の中でコーナー番組を持っていた関係もあって、一部ではコサキンリスナーからの投稿もあった。リスナーは佐野のコンサート会場などで「レタくしゃリスナーの集い」を自主的に開催。番組機関誌も『レタスTIMES』『レタス瓦版』『レタスジャーナル』『レタくしゃおシャレイラスト＆エッセイ集』などが自主的に発行され配布されていた。
送られて来たはがきに対し、良く「ありがとう」と言っていた。また本番組リスナーの合言葉が定期的に決められており、1989年中期頃にはコンサート会場で佐野から「レタスの気持ちは」と言われたら「シッポに来るよ」というフレーズが、番組中に使うはがきバージョンの方では、「おはよう」の代わりに「オッハー！」、「こんにちは」の代わりに「コンチー！」、「こんばんは」の代わりに「コンバー！」の書き出しで始めるということが決められた。採用者にはオリジナルステッカーが贈られていた。
スポンサーは付いてない局が大半だったが、1990年4月期にネットを開始した岩手放送のようにスポンサーが付いていた例もあった。
本番組のオープニングテーマは、クロード・チアリのアルバム『LAMER』（サウンドアールレコード）収録曲『BON JOUR MATIN』に、佐野自身のくしゃみをミックスさせたもの。エンディングテーマはジャン・パスカル・ボフォのアルバム『Jeux de nains』収録曲『Naissance』。
北海道のSTVラジオでは、同じ北海道のHBCがレタスのくしゃみをネットしていた1988～89年頃、土曜の深夜0:50～1:00に「佐野量子　夢色のポケット」というリスナーからのフリーお便りを読むコーナーのみのミニ番組を放送していたが、これもレタスのくしゃみと同じバーディ企画の制作だった。番組のテーマ曲はデヴィット・ヴェノワの『Every Step Of The Way』。

## 主なコーナー・企画
前枠コーナー
- リスナーが作るオープニングコーナー[10]。リスナー作の佐野になり切ってのはがきの内容が、小説風、コント風、ポエムなどバラエティに富んでいた[11]。

シミュレーションワールド・量子を笑わせて
- リスナーが製作した物真似、替え歌、ショートギャグ、ミニドラマなどを録音したカセットテープやはがきネタを募集していた[3][10]。1989年秋ごろから、このコーナーのジングルに水木一郎の曲『ぼくらのバロム・1』（「ブロロロロー」など曲の一部）が加わった[12]。

因みに、シミュレーションワールド時代は、ジングルにドラゴンクエストIIIの町の音楽を使用していた。
何でも売ります・量子のセールスレディ
- リスナーからの指示で、佐野自身が何かの物を売ると言う設定で進められていた[10]。中には一人二役などの演技も披露していた[11]（1990年4月ごろ終了[13]）。

商品が売られた場合は水前寺清子のありがとうの歌、売られなかった場合は都はるみの好きになった人の一部が流れた。
レタくしゃひらめき五・七・五・七・七
- リスナーは1枚のはがきに5文字または7文字の言葉のみを書き、佐野はそれをランダムに選んで（順序を変える場合もたまにあった。）無理矢理一首の短歌に仕上げていたというコーナー[14]。月に1回、その中から選ばれた一首に対し、その“解釈”を記したはがきも募集していた[6]。

クイズ・あの歌の裏タイトルチェック
- 佐野の曲の中には、発売直前までタイトルが全く違った曲がいくつかあるが、その仮タイトルを当てるというクイズ企画。1990年1月から3月頃に実施[7][15]。

ドクター量子のレタくしゃ総合病院
- 『量子のセールスレディ』に代わってスタートしたコーナー。リスナーからの悩みや相談に対し、「治療法」として変わった回答をしていた（例：失恋したというはがきに対し「体温計を両耳に入れてびっくりした顔をしてください」）コーナー。リスナーからは悩み相談とその回答の両方を募集していた[13]。

量子のフリータイム・フリースペース
- フリートーク、近況報告などのコーナー[16]。

今月のNG
- 毎月の最終放送日に、その月の間に起こった放送されていないNGを放送していたワンポイントコーナー[6]。

耳にビタミン リクエスト曲コーナー
- 他

## ネット局
（「→」は、放送曜日・時間帯変更なし、網掛け枠は放送なし）
| 局名       | 1987年10月 - 1988年3月 | 1988年4月 - 1988年9月                | 1988年10月 - 1989年3月               | 1989年4月 - 1989年9月 |  |
| ---------- | ---------------------- | ------------------------------------ | ------------------------------------ | --------------------- |  |
| HBCラジオ  |                        |                                      | 日曜 16:30 - 17:00                   | →                     |  |
| STVラジオ  |                        |                                      |                                      |                       |  |
| 青森放送   |                        |                                      | 土曜 22:05 - 22:15                   | 月 - 金 21:50 - 22:00 |  |
| 岩手放送   |                        |                                      |                                      |                       |  |
| 山形放送   |                        |                                      |                                      |                       |  |
| 茨城放送   |                        |                                      |                                      | 月 - 木 22:15 - 22:30 |  |
| 新潟放送   |                        |                                      |                                      |                       |  |
| 山梨放送   |                        |                                      |                                      |                       |  |
| 北日本放送 | 月 - 金 24:30 - 24:40  | →                                    | →                                    | →                     |  |
| 静岡放送   | 金曜 23:30 - 23:55     | 水曜 22:00 - 22:30                   | 月 - 金 23:30 - 23:40                | 月 - 金 22:50 - 23:00 |  |
| 岐阜放送   |                        |                                      |                                      |                       |  |
| 山陰放送   |                        | 月曜 21:30 - 21:50 （1988年6月から） | 日曜 20:30 - 20:55                   | 日曜 14:00 - 14:30    |  |
| 山口放送   |                        | 月 - 金 21:40 - 21:50                | →                                    | →                     |  |
| 南海放送   |                        |                                      | 日曜 9:00 - 9:30                     | →                     |  |
| 高知放送   |                        |                                      | 月 - 金 19:50 - 20:00                | 月 - 金 22:50 - 23:00 |  |
| 長崎放送   |                        |                                      | 日曜 11:00 - 11:30 （1989年1月から） | →                     |  |
| 熊本放送   |                        |                                      |                                      |                       |  |
| 宮崎放送   |                        | 火曜 22:30 - 23:00 （1988年6月から） | 水曜 24:00 - 24:30                   | →                     |  |
|            |                        |                                      |                                      |                       |  |
| 局名       | 1989年10月 - 1990年3月 | 1990年4月 - 1990年9月                | 1990年10月 - 1991年3月               | 1991年4月 - 1991年9月 |  |
| HBCラジオ  | 金曜 20:00 - 20:30     |                                      |                                      |                       |  |
| STVラジオ  |                        |                                      | 土曜 21:30 - 22:00                   | 土曜 22:00 - 22:30    |  |
| 青森放送   | 月 - 金 21:30 - 21:45  | 日曜 22:35 - 23:00                   | →                                    | →                     |  |
| 岩手放送   |                        | 火 - 金 22:00 - 22:15                |                                      |                       |  |
| 山形放送   |                        | 日曜 14:45 - 15:00                   | →                                    | 日曜 14:30 - 14:55    |  |
| 茨城放送   | 月 - 木 22:15 - 22:30  | →                                    | 木曜 23:00 - 23:30                   | →                     |  |
| 新潟放送   |                        | 火 - 土 21:40 - 21:50                |                                      |                       |  |
| 山梨放送   | 火曜 21:00 - 21:30     | 月曜 21:00 - 21:30                   | 月曜 21:30 - 22:00                   | →                     |  |
| 北日本放送 | 月 - 金 24:30 - 24:40  | →                                    |                                      |                       |  |
| 静岡放送   | 月 - 金 22:50 - 23:00  | 月 - 金 23:45 - 23:55                | 水曜 22:00 - 22:30                   | →                     |  |
| 岐阜放送   |                        |                                      | 日曜 10:15 - 10:45                   |                       |  |
| 山陰放送   | 日曜 9:30 - 9:45       | →                                    | →                                    |                       |  |
| 山口放送   | 月 - 金 21:40 - 21:50  | →                                    |                                      |                       |  |
| 南海放送   |                        | 月曜 18:35 - 18:55                   |                                      |                       |  |
| 高知放送   | 金曜21:00 - 21:30      | 日曜 11:10 - 11:30                   |                                      |                       |  |
| 長崎放送   | 日曜 11:00 - 11:30     | →                                    | →                                    | →                     |  |
| 熊本放送   | 木曜 21:30 - 22:00     | 木曜 22:00 - 22:30                   | 水曜 24:25 - 24:55                   | →                     |  |
| 宮崎放送   | 水曜 24:00 - 24:30     | →                                    |                                      |                       |  |